# 1970年の西鉄ライオンズ
1970年の西鉄ライオンズでは、1970年の西鉄ライオンズの動向をまとめる。
この年の西鉄ライオンズは、稲尾和久監督の1年目のシーズンである。

## 概要
前年のシーズン終盤、黒い霧事件が発覚し、この年のシーズン中もその渦中にあった西鉄は5月25日に主力4選手を永久追放処分（うち1選手は前年オフに解雇済）、2選手を1年間の野球活動禁止で失い、チーム成績を浮上させることなく最下位でシーズンを終えた。主力投手3人が永久追放となったチームの中で、2年目の東尾修、3年目の河原明、そしてこの年入団の三輪悟、柳田豊などの活躍が明るい話題だった。しかし、打撃陣は主力選手の船田和英、基満男、村上公康が黒い霧事件に連座したため、打線の核を失ったチームは投打ともに崩壊した。後に阪神・大洋でも活躍し、引退後は野球解説者・タレントとして活躍したスーパーカートリオの一人・加藤博一がドラフト外で入団したが、この年一軍出場はなかった（プロ入り初の一軍入りは3年目の1972年）。

## チーム成績

### レギュラーシーズン
| 1 | 三 | 船田和英   |
| 2 | 二 | 基満男     |
| 3 | 中 | ポインター |
| 4 | 右 | 東田正義   |
| 5 | 一 | 広野功     |
| 6 | 左 | ボレス     |
| 7 | 捕 | 村上公康   |
| 8 | 遊 | 甲斐和雄   |
| 9 | 投 | 池永正明   |

| 順位 | 4月終了時 | 4月終了時 | 5月終了時 | 5月終了時 | 6月終了時 | 6月終了時 | 7月終了時 | 7月終了時 | 8月終了時 | 8月終了時 | 9月終了時 | 9月終了時 | 最終成績 | 最終成績 |
| ---- | --------- | --------- | --------- | --------- | --------- | --------- | --------- | --------- | --------- | --------- | --------- | --------- | -------- | -------- |
| 1位  | 東映      | --        | 東映      | --        | ロッテ    | --        | ロッテ    | --        | ロッテ    | --        | ロッテ    | --        | ロッテ   | --       |
| 2位  | 近鉄      | 1.5       | ロッテ    | 0.5       | 東映      | 3.0       | 南海      | 9.5       | 南海      | 9.5       | 南海      | 12.0      | 南海     | 10.5     |
| 3位  | ロッテ    | 2.5       | 近鉄      | 2.5       | 南海      | 5.5       | 近鉄      | 13.0      | 阪急      | 11.5      | 阪急      | 16.5      | 近鉄     | 13.5     |
| 4位  | 南海      | 3.0       | 南海      | 3.0       | 近鉄      | 8.5       | 阪急      | 13.0      | 近鉄      | 11.5      | 近鉄      | 16.5      | 阪急     | 16.5     |
| 5位  | 阪急      | 3.5       | 阪急      | 4.5       | 阪急      | 10.5      | 東映      | 13.0      | 東映      | 15.0      | 東映      | 22.0      | 東映     | 24.5     |
| 6位  | 西鉄      | 4.5       | 西鉄      | 10.5      | 西鉄      | 17.5      | 西鉄      | 23.5      | 西鉄      | 24.5      | 西鉄      | 32.0      | 西鉄     | 34.0     |

| 順位 | 球団             | 勝 | 敗 | 分 | 勝率 | 差   |
| 1位  | ロッテオリオンズ | 80 | 47 | 3  | .630 | 優勝 |
| 2位  | 南海ホークス     | 69 | 57 | 4  | .548 | 10.5 |
| 3位  | 近鉄バファローズ | 65 | 59 | 6  | .524 | 13.5 |
| 4位  | 阪急ブレーブス   | 64 | 64 | 2  | .500 | 16.5 |
| 5位  | 東映フライヤーズ | 54 | 70 | 6  | .435 | 24.5 |
| 6位  | 西鉄ライオンズ   | 43 | 78 | 9  | .355 | 34.0 |

## オールスターゲーム1970
| ファン投票 | 監督推薦 |
| ---------- | -------- |
| 選出なし   | 三輪悟   |

## できごと
- 4月8日 - 前年に八百長が発覚して「永久追放」処分を受けた永易将之、フジテレビの深夜番組『テレビナイトショー』で「他にも八百長に関わった者がいる」と告白。翌4月9日、その関わった選手は、池永正明投手・与田順欣投手・益田昭雄投手・船田和英内野手・村上公康捕手・基満男内野手である事が明かされる。
- 5月13日 - 「黒い霧事件」問題で、西日本鉄道社長にして球団オーナー・楠根宗生が辞任。木本元敬が新社長&オーナーに就任。
- 5月26日 - 八百長に関わった6選手への裁決が下され、池永・与田・益田らは全て「永久追放」処分。金は一旦受け取るが返済するも、球団への報告を怠った船田と村上は「11月まで出場停止」処分、金は一切受け取らなかった基は「厳重警告」処分。
- 10月7日 - ロッテオリオンズ戦（東京スタジアム）に敗れ、球団初の最下位が決定。

## 表彰選手
| リーグ・リーダー |
| ---------------- |
| 受賞者なし       |

| 選出なし |

## ドラフト
| 順位 | 選手名     | ポジション | 所属           | 結果               |
| ---- | ---------- | ---------- | -------------- | ------------------ |
| 1位  | 高橋二三男 | 外野手     | 新日本製鐵広畑 | 入団               |
| 2位  | 伊原春植   | 内野手     | 芝浦工業大学   | 入団               |
| 3位  | 豊倉孝治   | 投手       | 元日本軽金属   | 入団               |
| 4位  | 永田哲也   | 投手       | 加治木工業高   | 入団               |
| 5位  | 米山哲夫   | 内野手     | 東芝           | 入団               |
| 6位  | 青木政美   | 投手       | 出水商業高     | 入団               |
| 7位  | 小松時男   | 外野手     | 元河合楽器     | 入団               |
| 8位  | 塩月勝義   | 投手       | 佐伯豊南高     | 拒否・協和醗酵入社 |
| 9位  | 菅豊       | 捕手       | 佐伯豊南高     | 拒否・駒澤大学進学 |